# Ajgle (Hesperyda)
Ajgle (gr. Αἴγλη Aiglē, łac. Aegle ‘Jasność’) – w  mitologii greckiej jedna z Hesperyd, strażniczka jabłoni o złotych jabłkach.
Uchodziła za córkę Atlasa i Hesperii (lub Nyks) albo Zeusa i Temidy lub Forkosa i Keto. Była siostrą Erytei i Hesperetuzy.
Mieszkała na zachodnich krańcach świata (w pobliżu Atlasu). Wraz z siostrami opiekowała się ogrodem bogów, w którym rosło drzewo (lub drzewa) rodzące złote jabłka, dar ślubny ofiarowany Herze przez Gaję.
Przyniesienie jabłek z ogrodu, którym opiekowały się Hesperydy, było jedenastą pracą herosa Heraklesa.